# Gun Fury
Gun Fury is een Amerikaanse western uit 1953 onder regie van Raoul Walsh. Het scenario is gebaseerd op de roman Ten against Caesar van Kathleen B. George en Robert A. Granger.

## Verhaal
De dievenbende van Frank Slayton overvalt de postkoets van voormalig soldaat Ben Warren. Ze laten hem voor dood achter en gaan ervandoor met zijn verloofde Jennifer Ballard. Warren reist Slayton achterna. Onderweg sluiten twee mannen zich bij hem aan.

## Rolverdeling
| Acteur         | Personage        |
| -------------- | ---------------- |
| Rock Hudson    | Ben Warren       |
| Donna Reed     | Jennifer Ballard |
| Philip Carey   | Frank Slayton    |
| Roberta Haynes | Estella Morales  |
| Leo Gordon     | Tom Burgess      |
| Lee Marvin     | Blinky           |
| Neville Brand  | Brazos           |
| Ray Thomas     | Doc              |
| Bob Herron     | Curly Jordan     |
| Phil Rawlins   | Jim Morse        |
| Forrest Lewis  | Weatherby        |